# Lapovo
Lapovo (Servisch: Лапово) is een gemeente in het Servische district Šumadija.
Lapovo telt 8228 inwoners (2002). De oppervlakte bedraagt 55 km², de bevolkingsdichtheid is 149,6 inwoners per km².